# Paralagena
Paralagena es un género de foraminífero bentónico de la subfamilia Parathurammininae, de la familia Parathuramminidae, de la superfamilia Parathuramminoidea, del suborden Fusulinina y del orden Fusulinida. Su especie tipo es Archaelagena magna. Su rango cronoestratigráfico abarca el Devónico.

## Discusión
Algunas clasificaciones más recientes incluyen Paralagena en el suborden Parathuramminina, del orden Parathuramminida, de la subclase Afusulinina y de la clase Fusulinata.

## Clasificación
Paralagena incluía a las siguientes especies:
- Paralagena borealis †
- Paralagena globoidea †
- Paralagena insolita †
- Paralagena magna †
- Paralagena mirabilis †
- Paralagena nikitinae †
- Paralagena ovata †
- Paralagena ovoides †
- Paralagena petchorica †
- Paralagena piriformis †
- Paralagena pirum †
- Paralagena porrecta †
- Paralagena rotunda †
- Paralagena sheshmae †